# Kista Science Tower
El Kista Science Tower es un rascacielos situado en el Färögatan 33 en Estocolmo, Suecia. En 2003 era el edificio más alto de Escandinavia, pero fue superado por el Turning Torso de Malmö en 2004. El Kista Science Tower tiene 156 metros de altura, incluyendo la antena.